# Habritys brevicornis
Habritys brevicornis är en stekelart som först beskrevs av Julius Theodor Christian Ratzeburg 1844.  Habritys brevicornis ingår i släktet Habritys och familjen puppglanssteklar. Arten är reproducerande i Sverige. Inga underarter finns listade i Catalogue of Life.